# えびの市立加久藤小学校
えびの市立加久藤小学校（えびのしりつ かくとうしょうがっこう）は、宮崎県えびの市大字栗下にある公立の小学校。

## 概要
歴史
1872年（明治5年）創立。現校名となったのは1970年（昭和45年）。2022年（令和4年）には創立150周年を迎えた。
校章
中央に「加」の文字、左に「久」の文字、そして右に「藤の絵を組み合わせて、校名の「加久藤」を表している。
校歌
1935年（昭和10年）制定。作詞は妹尾良彦、作曲は石田良夫による。
通学区域
えびの市のうち、「松原、前松原、麓、中島、栗下、東長江浦下、東長江浦上、西長江浦下、西長江浦上、灰塚、永山、大溝原、湯田、西郷、東川北、榎田、牧の原、山内（上山内・下山内班）、尾八重野」。 中学校区はえびの市立加久藤中学校。

## 沿革
- 1872年（明治5年）11月20日 - 学制発布により、「加久藤小学校」と称し、創立。
- 1886年（明治19年）- 小学校令施行により、簡易科（3年制）を設置の上、「簡易加久藤小学校」に改称。
- 1889年（明治22年）5月1日 - 町村制施行により、西諸県郡10村（小田・栗下・西長江浦・東長江浦・湯田・西郷・川北（加久藤郷）・灰塚、永山、榎田）の合併により、「加久藤村」が発足。
- 1890年（明治23年）5月28日 - 尋常科（4年制）を設置の上、「尋常加久藤小学校」と改称。5月28日を開校記念日とする。
- 1892年（明治25年）
  - 4月 - 「加久藤尋常小学校」に改称。
  - この年 - 町中島からの出火で、校舎が全焼。そのため、権現堂・諏訪神社・職員の住宅等での分散授業を余儀なくされる。
- 1894年（明治27年）- 新校舎が完成）（復旧）。
- 1897年（明治30年）- 高等科（4年制）を併置の上、「加久藤尋常高等小学校」（尋常科4年・高等科4年）と改称。
- 1908年（明治41年）4月 - 改正小学校令により、尋常科（義務教育年限）が4年制から6年制に改められたため、旧高等科1年を尋常科5年に、旧高等科2年を尋常科6年に、旧高等科3年を高等科1年に、旧高等科4年を高等科2年に改める（尋常科6年・高等科2年）。
- 1919年（大正8年）- 実業補習学校が併置される。
- 1926年（大正15年）- 青年訓練所が併置される。校地を拡張の上、木造2階建て校舎を改築。
- 1928年（昭和3年）- 村立図書館を併設。
- 1933年（昭和8年）- 講堂が完成。
- 1935年（昭和10年）- 校歌を制定。青年学校令施行により、併置の青年訓練所充当実業補習学校が、青年学校となる。
- 1941年（昭和16年）4月1日 - 国民学校令施行により、「加久藤村加久藤国民学校」に改称。尋常科を初等科に改める。
- 1945年（昭和20年）- 校舎の一部が戦災を受ける。
- 1947年（昭和22年）
  - 1月 - 尾八重野分校を開設。
  - 4月1日 - 学制改革（六・三制の実施）により、国民学校初等科は、新制小学校「加久藤村立加久藤小学校」に改組・改称。
  - 5月8日 - 国民学校高等科は、青年学校普通科とともに、新制中学校「加久藤村立加久藤中学校」に改組・改称。
  - 10月 - PTAが発足。
- 1954年（昭和29年）- 西校舎（旧2階建て）および北校舎6教室を改築。
- 1955年（昭和30年）2月11日 - 町制施行により、「加久藤町立加久藤小学校」に改称。
- 1956年（昭和31年）- 北校舎4教室を改築。
- 1962年（昭和37年）4月 - 特殊学級を設置。
- 1964年（昭和39年）4月 - 給食を開始。(４月１３日)・県指定研究｢算数科学習指導｣公開発表
- 1966年（昭和41年）
  - 8月 - プールが完成。
  - 11月3日 - 3町（飯野・加久藤・真幸）合併でえびの町が発足したため、「えびの町立加久藤小学校」と改称。
- 1968年（昭和43年）2月21日 - えびの大地震（震度６）が発生。児童への被害はなかったが、校舎が破損。3日間の休校を余儀なくされる。
- 1970年（昭和45年）12月1日 - 市制施行により、「えびの市立加久藤小学校」（現校名）に改称。
- 1972年（昭和47年）- 体育館が完成。創立100周年記念式典を挙行。
- 1973年（昭和48年）- 言語学級を設置。
- 1974年（昭和49年）8月 - 出火により、管理棟の一部を焼失。
- 1982年（昭和57年）- 旧・加久藤保育所跡敷地の使用を申請し、許可される。
- 1986年（昭和61年）- 校旗が寄贈される。
- 1991年（平成3年）2月 - 校舎の増改築が完了。
- 1999年（平成11年）
  - 8月 - 北校舎等を改築。
  - 11月 - 南校舎2階8教室等が完成。
- 2009年（平成21年）- 体育館を改修。
- 2012年（平成24年）4月1日 - 尾八重野分校を休校とする。
- 2013年（平成25年）- プールを改修。
- 2018年（平成30年）3月31日 - 尾八重野分校を閉校。70年の歴史に幕を閉じる。
  - 尾八重野分校（※尾八重野の読みは「おべの」）最終所在地 - 宮崎県えびの市大字東長江浦1652番地368

## 交通
最寄りの鉄道駅
- JR九州 吉都線 「えびの駅」下車 徒歩5分

最寄りのバス停留所
- 宮崎交通バス 「加久藤小学校」停留所

最寄りの幹線道路
- 宮崎県道30号えびの高原小田線（霧島バードライン）

## 周辺
- えびの市役所
- えびの市 加久藤地区コミュニティー・センター
- えびの市社会福祉協議会
- えびの市立加久藤中学校
- えびの市 加久藤地区体育館
- えびの福祉会 加久藤保育園
- えびの市商工会
- 加久藤郵便局
- JAみやざき加久藤支店
- 高鍋信用金庫加久藤支店
- 長江川
- 川内川